# Vivienne Faull
Vivienne Frances Faull (née le 20 mai 1955) est une évêque anglicane britannique et Lord Spiritual. Depuis 2018, elle est évêque de Bristol. En 1985, elle est la première femme à être nommée aumônière d'un collège d'Oxbridge . Elle est ensuite doyenne de la cathédrale et la seule femme prévôte de la cathédrale de l'histoire de l'Église d'Angleterre, ayant été prévôte de Leicester de 2000 à 2002.

## Jeunesse
Faull est née le 20 mai 1955 . Elle fait ses études à la Queen's School de Chester, une école indépendante réservée aux filles . Elle étudie au St Hilda's College d'Oxford et obtient en 1977 un baccalauréat ès arts (BA) puis un Master of Arts (MA Oxon) en 1982. Lorsqu'elle commence à étudier la théologie au St John's College de Nottingham, elle devient la première femme à être payée par l'Église d'Angleterre pour le faire .

## Carrière ecclésiastique

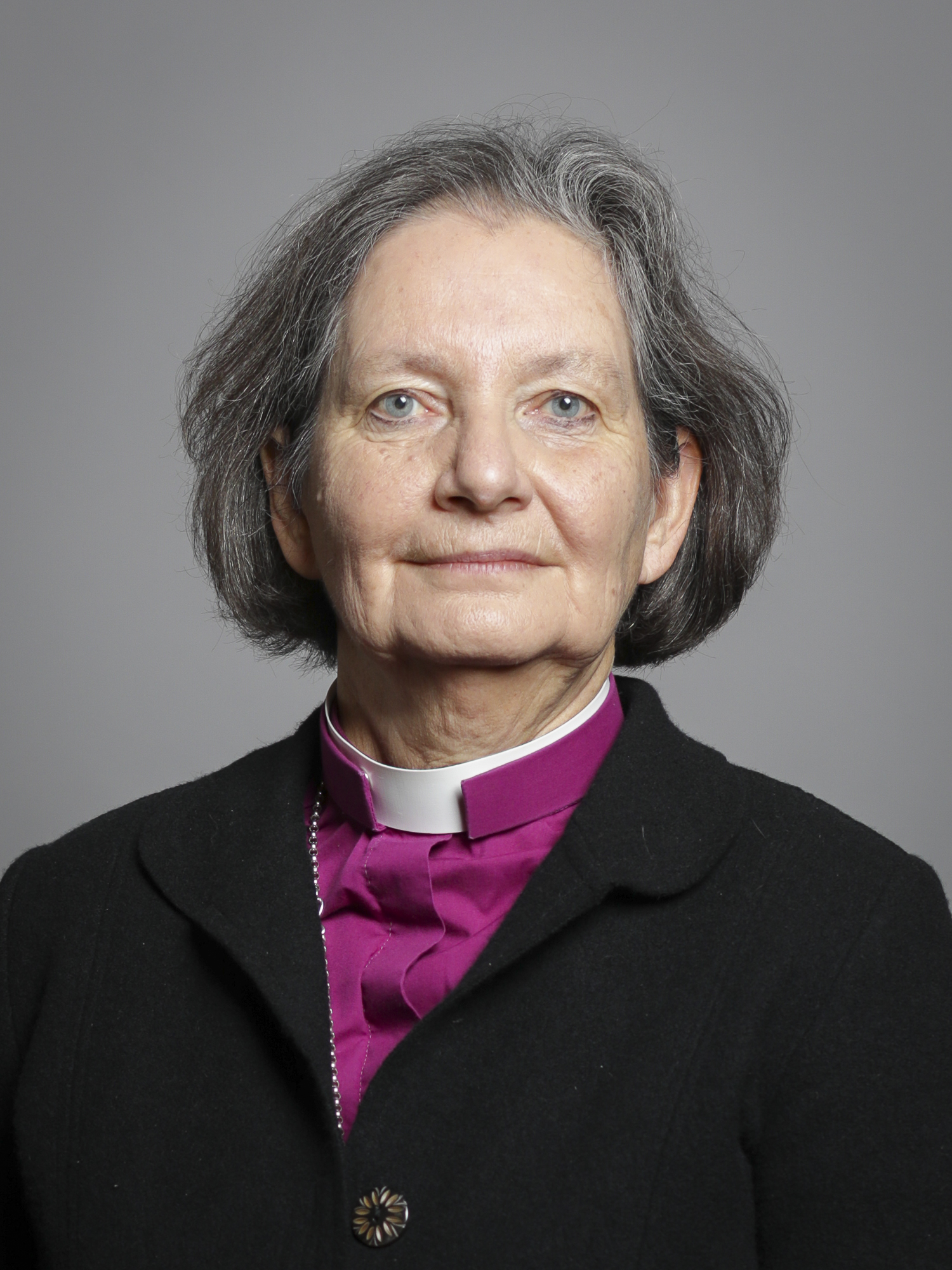
Portrait officiel de Vivienne Faull en tant qu'évêque de Bristol

Faull est acceptée en tant que diaconesse dans l'Église d'Angleterre en 1982, et ordonnée en tant que diacre en 1987 et en tant que prêtre en 1994 . Elle sert d'abord à l'église St Matthew and St James, Mossley Hill, Liverpool, puis comme aumônier au Clare College, Cambridge. De 1990 à 1994, elle fait partie du personnel de la Cathédrale de Gloucester . En 1994, elle devient chanoine pasteur à la cathédrale de Coventry, puis vice-prévôte, avant de partir à Leicester en 2000 .
Le 13 mai 2000  elle est installée en tant que prévôt de la cathédrale de Leicester  - la première (et, en raison de la mesure des cathédrales de 1999 redésignant tous les prévôts de la cathédrale en tant que doyens, uniquement) femme prévôte de la cathédrale dans l'histoire de l'Église d'Angleterre. En 2002, lorsque son titre de poste (mais pas la nature essentielle du rôle) change, elle devient doyenne de Leicester – et donc, avec ce changement de titre, la première femme doyenne de l'Église d'Angleterre.
Le 5 juillet 2012 elle est nommée Doyen d'York, prenant son poste fin 2012  étant installée à la Cathédrale d'York le 1er décembre .
Faull est alors considérée par beaucoup comme l'une des principales candidates pour être la première femme nommée évêque dans l'Église d'Angleterre  lorsque le droit canonique est modifié en 2014 pour autoriser les femmes évêques , mais la première femme à être nommée évêque est Libby Lane . Faull devient finalement la 18e femme évêque en 2018.
Le 15 mai 2018, elle est nommée évêque de Bristol, l'évêque diocésain du diocèse de Bristol, en remplacement de Mike Hill . Elle prend officiellement ses fonctions lorsqu'elle est élue et confirmée le 25 juin 2018 . Le 3 juillet 2018, elle est consacrée évêque par Justin Welby, l'archevêque de Cantorbéry, lors d'un service à Cathédrale Saint-Paul de Londres ,. Elle est installée en tant que 56e évêque de Bristol à la cathédrale de Bristol le 20 octobre 2018 et présentée en tant que Lord Spiritual à la Chambre des lords le 23 octobre .
Les vues de Faull sont décrites comme « centristes à libérales » et comme « évangéliques ouvertes » . Elle soutient la bénédiction des partenariats homosexuels.